# 登州城墙
登州府城墙，位于中国山东省蓬莱市（原登州府治所）。登州府城墙大部分已毁，仅存上水门及四处遗址。2011年5月20日，登州府城墙遗址列入烟台市第四批市级文物保护单位。2022年1月14日列入第六批山东省文物保护单位。

## 历史
唐神龙三年（707年），登州治所迁至蓬莱，并夯土建城。明洪武九年（1376年），设登州府，扩建城墙，设四座城门，三座水门。